# Cavia fulgida
Cavia fulgida és una espècie de mamífer rosegador de la família dels càvids. És endèmic de les zones costaneres del sud-est del Brasil. El seu hàbitat natural és la Mata Atlàntica, on viu preferentment a la vora dels boscos, però també ha sigut introduït als herbassars. Es creu que no hi ha cap amenaça per a la supervivència d'aquesta espècie, tot i que se la caça com a aliment.